# Callisia monandra
Callisia monandra är en himmelsblomsväxtart som först beskrevs av Olof Swartz, och fick sitt nu gällande namn av Schult. och Julius Hermann Schultes. Callisia monandra ingår i släktet sköldpaddstuvor, och familjen himmelsblomsväxter. Inga underarter finns listade.